# 록 어게인스트 섹시즘

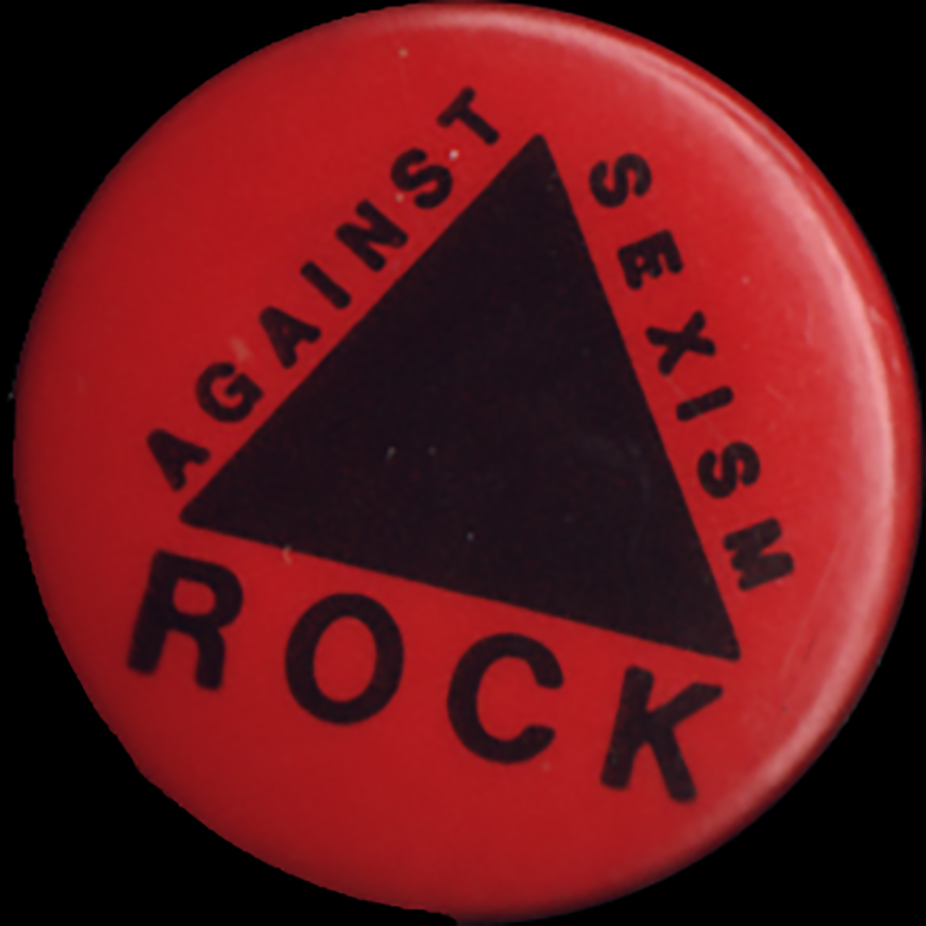
1980년대 보스턴에서 만들어진 록 어게인스트 섹시즘 배지

록 어게인스트 섹시즘(영어: Rock Against Sexism, RAS)은 음악 산업에서 여성을 장려하고 록 음악 커뮤니티, 대중 문화 및 전 세계에서의 성차별에 맞서는 정치 문화적 운동이었다. 주로 펑크 록 음악 및 예술 현장의 일부로 작용했다.
이러한 현상은 1978년 영국에서 시작되었으며, 1980년대 중반에는 북미에도 진출했다. 록 어게인스트 레이시즘으로부터 강한 영향을 받았으며, 두 운동 모두 활발하게 참여하는 밴드들도 있었다.

## 활동
영국에서는 록과 레게 공연의 일부가 여성 혐오적이라고 느낀 밴드를 고용했을 때 논란이 있었고, 여성 음악가가 "공연과 광고 둘다 자신의 몸을 과시"해야 한다는 불만이 커지면서 시작됐다. 이로 인해 음악과 예술에서의 성차별에 대한 커뮤니티 내의 논쟁이 일어났으며, 기존 음악의 언론들은 이를 항상 진지하게 받아들이지 않았다. 하지만 꽤 유명했던 록 어게인스트 레이시즘의 활동가들은 록 어게인스트 섹시즘을 "자매 조직"으로 보았으며, 두 그룹은 서로를 지원하기도 했다.
미국에서는 보스턴을 중심으로 한 록 어게인스트 섹시즘이 "여성 음악가와 주류 록 음악에 대한 대안을 홍보함으로써 록 문화에 녹아있는 성차별과 이성애적 성차별에 맞서 싸우고자 하는 예술가, 음악가 및 기타 사람들"로 구성된 운동가 그룹이었다. 이들은 지역 펑크 공연과 라디오 쇼를 후원하였고, 잡지를 발행하거나 시위를 조직했으며, 보스턴과 뉴욕시 게이 프라이드와 같은 큰 행사에 파견대로서 함께 행진하기도 했다. 또한 지역 게이 바에서 매달 댄스 파티를 주최하거나 HIV/AIDS 활동가 단체인 액트 업을 위한 자선 행사도 주최했다.

## 영향
영국과 미국에서의 록 어게인스트 섹시즘은 펑크 록, 공연 예술, 설치 미술 및 여성과 성소수자 커뮤니티 구성원의 기타 행사를 홍보했다. 미국에서는 보스턴 지부에서 연주를 배우고 밴드를 시작하길 원하는 여성들을 위한 음악 워크숍을 개최하기도 했고, 여성들이 펑크 하위 문화에 더욱 많이 접근할 수 있도록 하는 라이엇 걸 운동의 선구자 역할을 하기도 했다. 두 운동 모두 이성애적 성차별, 동성애 혐오, 성차별, 엘리트주의에 도전하는 동시에 여성과 성소수자에 대한 고정관념에 맞섰다.

## 같이 보기
- 라이엇 걸
- 록 어게인스트 레이시즘